# Mercedes Deambrosis
 (novembre 2017).
Si vous disposez d'ouvrages ou d'articles de référence ou si vous connaissez des sites web de qualité traitant du thème abordé ici, merci de compléter l'article en donnant les références utiles à sa vérifiabilité et en les liant à la section « Notes et références ».
Mercedes Deambrosis, née le 1er octobre 1955à Madrid, est une écrivaine espagnole en langue française qui à 12 ans est partie en France. Elle a fait ses études en journalisme à Paris, où elle a commencé à écrire ayant reçu l’influence d’Anaïs Nin, Federico Garcia Lorca et Simone de Beauvoir, entre d’autres. Ses romans racontent l’Espagne pendant la Guerre d’Espagne et l’après-guerre en présentant la vie de la femme et la follie de quelques hommes. Deambrosis a toujours travaillé avec la littérature, comme jury de prix d’écriture et avec des ateliers littéraires. Elle a gagné le Prix du Printemps du Roman (2015) avec L’étrange apparition de Tecla Osorio.

## Œuvres
- 2001 : Un après-midi avec Rock Hudson (Buchet-Chastel)   (ISBN 978-2283018644)
- 2002 : Suite et Fin au Grand Condé (Buchet-Chastel)   (ISBN 978-2283019030)
- 2004 :  La Promenade des délices (Buchet-Chastel)   (ISBN 978-2283019498)
- 2005 :  Milagrosa (Buchet-Chastel)  (ISBN 978-2283020692)
- 2006 :  La Plieuse de parachutes (Buchet-Chastel)   (ISBN 9782283019665)
- 2008 : Candelaria ne viendra pas (Éditions du Chemin de fer ), vu par Marko Velk   (ISBN 2916130128)
- 2009 : Juste pour le Plaisir (Buchet-Chastel)   (ISBN 978-2283023532)
- 2009 : Rien de bien grave (Éditions du Chemin de fer  ), vu par Renaud Buénerd   (ISBN 978-2-916130-21-7)
- 2010 : De naissance (Editions du Moteur) (réédition en 2011 dans Six façons de le dire, ouvrage collectif (avec Nicolas d'Estienne d'Orves, Sophie Adriansen, Yasmina Khadra, David Foenkinos, Christophe Ferré), Editions du Moteur)
- 2013 : Le Dernier des treize (Éditions La branche coll. « Vendredi 13 »)   (ISBN 978-2-35306-050-4)
- 2014 : L'Étrange Apparition de Tecla Osorio (Éditions des Busclats)   (ISBN 978-2-36166-024-6)
- 2014 : Parfaite ! (Éditions du Chemin de fer), vu par Jacques Floret   (ISBN 978-2-916130-67-5)
- 2020 : Rendez-vous au paradis (Éditions du Chemin de fer)   (ISBN 978-2-490356-16-4)